# Salvelinus taimyricus
Salvelinus taimyricus es una especie de pez de la familia Salmonidae en el orden de los Salmoniformes.

## Hábitat
Vive en zonas de  aguas dulces  templadas.

## Distribución geográfica
Se encuentra en Rusia.